# Segesta (geslacht)
Segesta is een geslacht van haften (Ephemeroptera) uit de familie Leptophlebiidae.

## Soorten
Het geslacht Segesta omvat de volgende soorten:
- Segesta riograndensis